# Henry C. Kiefer
Henry Carl Kiefer (Cincinnati, 15 de abril de 1890 - El Bronx, 10 de mayo de 1957) fue un artista estadounidense de la Edad de oro de las historietas que se desempeñó, principalmente, en revistas pulp.
Colaboró activamente en Classic Comics, mientras que trabajó en el floreciente campo de las historietas, siendo contratado  para una variedad de estudios y empaquetadores, incluyendo Chesler Studio (1937- c. 1940), Iger Shop (c. 1939- c. 1953), Sangor Studio (1942 –1948) y Funnies Inc. (c. 1943-1955).